# Confédération des sports des Sourds d'Asie-Pacifique
La Confédération des sports des Sourds d'Asie-Pacifique, souvent abrégée en APDSC, (en anglais : Asia Pacific Deaf Sports Confederation), est une organisation non gouvernementale des sports pour les sourds d'Asie et de la Pacifique, avec un effectif de 32 membres à travers l'Asie et la Pacifique.

## Histoire
Fondée en 1988, le but de l'APDSC est d'organiser des championnats des sports dans la région d'Asie-Pacifique et aussi de développer le sport, la culture et l'éducation.